# 直線摩打

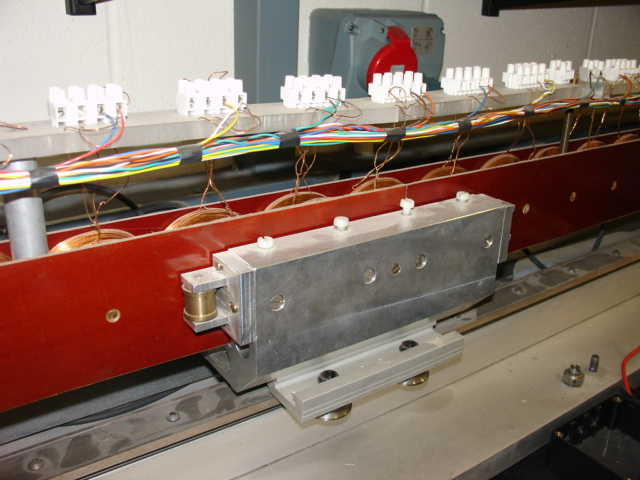
直线电动机

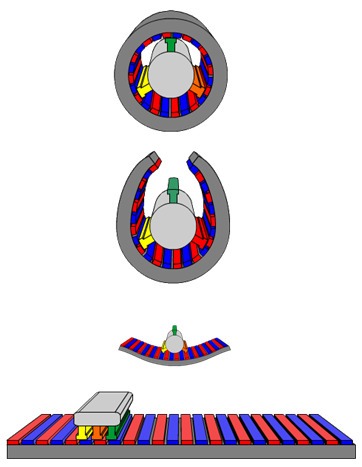
将转子式电动机的定子展开并无限延伸后，就是直线电动机的运作原理

直線摩打（或稱線性馬達、線型馬達）是电动机的一種，其原理與傳統的電動機不同，直線電動機是直接把輸入電力轉化為線性動能，與傳統的扭力及旋转動能不同。
直線電動機又分為低加速及高加速兩大類，當中低加速直線電動機適用於磁懸浮列車及其他地面交通工具，而高加速直線電動機能把物件在短時間內加至極高速度，適用於粒子加速器、製造武器，以及航空母舰的飛機电磁弹射器和部分弹射式雲霄飛車等。

## 應用

### 軌道交通
日本、中国、美国等國家都在軌道交通採用了直線電動機運轉列車。直線電動機技術主要由加拿大龐巴迪、日本川崎重工業提供。
使用直線電動機的軌道交通線路一般採用第三軌供電（軌道供電）或高架電纜供電，而广州地铁的4号线、5号线和6号线是世界首批採用混合供電的第三軌地鐵系統（車廠使用架空電纜供電，正線採用軌道供電；二者均為1500伏特直流電）。

#### 日本
- 東京都交通局：大江戶線
- 横滨市营地铁：綠線
- 大阪市交通局：長堀鶴見綠地線、今里筋線
- 福冈市交通局：七隈線
- 仙台市交通局：東西線
- 神戶市營地下鐵：海岸線

#### 中國
- 广州地铁：4号线、5号线、6号线
- 北京地铁：首都机场线、28号线

#### 美國
- 甘迺迪國際機場捷運
- 底特律旅客捷运系统

#### 加拿大
- 士嘉堡輕鐵
- 溫哥華架空列車：博覽線、千禧線

#### 大韓民國
- 龍仁輕量電鐵

#### 馬來西亞
- 格拉那再也綫

### 飛機彈射器
- 电磁弹射器

### 过山车
- 如创极速光轮等弹射雲霄飛車